# LGA 1366

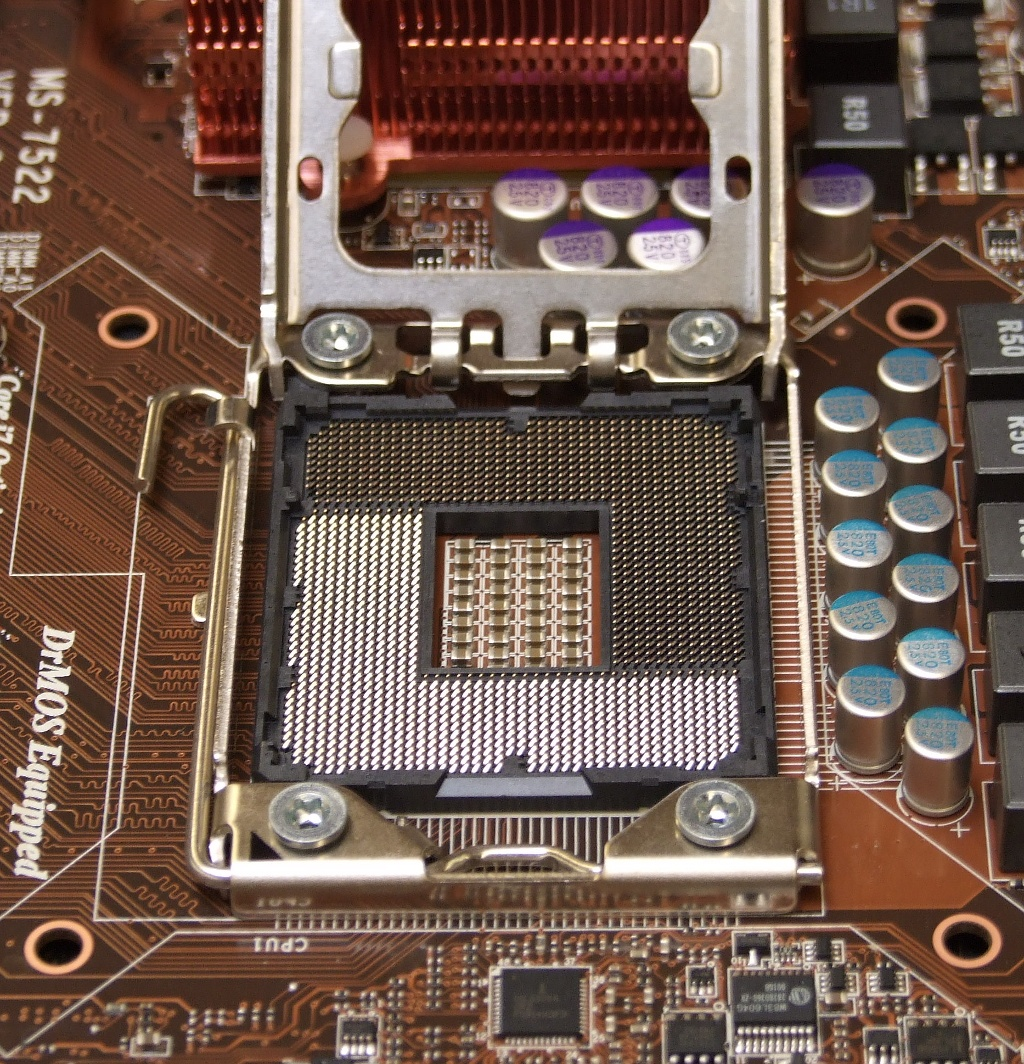
LGA 1366

LGA 1366, även känd som Socket B är en CPU socket för stationära datorer från Intel. Den är en efterföljare till LGA 775 och ersatte även serversocketen LGA 771. Precis som sin föregångare LGA 775 har moderkortet inte hål, utan istället pins som skapar kontakt med processorns undersida. (LGA är en förkortning av Land Grid Array).